# Anton Björkman
Anton Erik Niclas Björkman, född 13 maj 1999 i Linköping, är en svensk professionell ishockeyspelare som spelar för Frisk Asker i EHL. Björkman gjorde SHL-debut med moderklubben Linköping HC under säsongen 2016/17. Samma säsong tog han ett SM-brons med klubbens J18-lag. Säsongen 2018/19 spelade han för IK Oskarshamn i Hockeyallsvenskan, vilka han samma säsong var med att spela upp till SHL för första gången i klubbens historia.
Säsongen 2019/20 tillhörde han åter Linköping HC, men kunde inte spela på grund av en axelskada. I juli 2020 värvades han av Almtuna IS, för vilka han spelade i två säsonger. Efter en säsong i HC Vita Hästen presenterades Björkman för Västerviks IK i april 2023. Sedan september 2024 tillhör han den norska klubben Frisk Asker.

## Karriär
Björkman påbörjade sin hockeykarriär med Linköping HC. Säsongen 2014/15 spelade han både med Linköpings U16- och J18-lag och säsongen därpå var han assisterande lagkapten i LHC:s J18-lag. Denna säsong fick han också chansen i J20 Superelit för första gången. Säsongen 2016/17 gjorde Björkman debut med Linköpings A-lag i SHL. Han spelade sin första match den 13 oktober 2016 och gjorde sina två första assistpoäng i SHL då LHC besegrade Färjestad BK med 1–5, den 25 februari 2017. Den 27 december 2016 meddelades det att Björkman skrivit på ett tvåårskontrakt med Linköping. Totalt spelade han 28 SHL-matcher under säsongen.
Efter att ha spelat i åtta av Linköpings nio inledande matcher säsongen 2017/18 ådrog sig Björkman en skada i mitten av oktober 2017. Denna skada gjorde att han missade 13 grundseriematcher. När han sedan återvände, hann han spela fyra matcher innan han åter skadades, i december 2017. Den 27 december samma år meddelade Linköping att Björkmans säsong var över då man tagit beslut om att operera en axel. I början av juni 2018 meddelades det att Björkman skulle komma att tillbringa säsongen 2018/19 med IK Oskarshamn i Hockeyallsvenskan, för att sedan återvända till Linköping inför säsongen 2019/20. Den 21 september 2018 gjorde han debut i Hockeyallsvenskan i en 5–3-seger mot Södertälje SK. På 33 grundseriematcher noterades Björkman för fyra assistpoäng för Oskarshamn, som slutade tvåa i grundserietabellen. I det efterföljande Direktkval till Svenska Hockeyligan 2019 avancerade laget till SHL för första gången då man besegrade både AIK i den Hockeyallsvenska finalen och sedan Timrå IK direktkvalet till SHL. Vid säsongens slut återvände Björkman till Linköping HC. I september 2019 kom beskedet att Björkman förmodligen skulle komma att missa hela säsongen 2019/20 då han tvingats till ytterligare en axeloperation.
Den 28 juli 2020 meddelades det att han skrivit ett ettårsavtal med Almtuna IS i Hockeyallsvenskan. Under säsongens gång var Björkman en av lagets assisterande lagkaptener och noterades för 14 poäng på 49 grundseriematcher (5 mål, 9 assist). Den 20 oktober 2020 gjorde Björkman sitt första mål i Hockeyallsvenskan, på Oliver Dackell, i en 3–0-seger mot Modo Hockey. Almtuna slutade på tionde plats i tabellen och slogs sedan ut i åttondelsfinal av Västerås IK med 2–0 i matcher. Den 2 juli 2021 stod det klart att Björkman förlängt sitt avtal med Almtuna med ytterligare en säsong.
Den 26 april 2022 stod det klart att Björkman lämnat Almtuna då han skrivit ett ettårskontrakt med seriekonkurrenten HC Vita Hästen. Han spelade samtliga 52 grundseriematcher under säsongen 2022/23 och stod för elva poäng, varav två mål. I slutspelet slogs Vita Hästen ut i play-in av Västerås IK med 2–0 i matcher. Den 21 april 2023 presenterades Björkman av Västerviks IK, vilket blir Björkmans fjärde klubb i Hockeyallsvenskan. Björkman missade endast en match av grundserien och noterades för ett mål och en assist. Västervik slutade sist i grundserien och degraderades till Hockeyettan sedan man besegrats av Östersunds IK med 4–2 i matcher i kvalspelet.
Den 27 augusti 2024 bekräftades det att Björkman skrivit ett korttidsavtal med Linköping HC. I september samma år lämnade han klubben då han skrivit ett avtal med den norska klubben Frisk Asker i EHL till slutet av oktober 2024. Den 2 november samma år bekräftades det att Björkman förlängt sitt avtal med klubben för återstoden av säsongen. Han spelade totalt 36 grundseriematcher och noterades för tio poäng, varav två mål. Laget slutade tvåa i grundserien och i det följande slutspelet slogs man ut i semifinalserien av Stavanger Oilers med 4–0 i matcher. I slutspelet var Björkman den i laget med bäst plus/minus-statistik (7).
Frisk Asker meddelade den 2 augusti 2025 att Björkman förlängt sitt avtal med klubben med ytterligare en säsong.

## Statistik
|                          |                          |                          |                                | Grundserie                     | Grundserie                     | Grundserie                     | Grundserie                     | Grundserie                     |                                | Slutspel                       | Slutspel                       | Slutspel                       | Slutspel                       | Slutspel |
| Säsong                   | Klubb                    | Liga                     | Matcher                        | Mål                            | Assist                         | Poäng                          | Utv.                           | Matcher                        | Mål                            | Assist                         | Poäng                          | Utv.                           |                                |          |
| ------------------------ | ------------------------ | ------------------------ | ------------------------------ | ------------------------------ | ------------------------------ | ------------------------------ | ------------------------------ | ------------------------------ | ------------------------------ | ------------------------------ | ------------------------------ | ------------------------------ | ------------------------------ | -------- |
| 2016–17                  | Linköping HC             | SHL                      | 28                             | 0                              | 2                              | 2                              | 0                              | 1                              | 0                              | 0                              | 0                              | 0                              |                                |          |
| 2017–18                  | Linköping HC             | SHL                      | 13                             | 0                              | 0                              | 0                              | 2                              | —                              | —                              | —                              | —                              | —                              |                                |          |
| 2018–19                  | IK Oskarshamn            | HA                       | 33                             | 0                              | 4                              | 4                              | 8                              | 12                             | 0                              | 2                              | 2                              | 6                              |                                |          |
| 2019–20                  | Linköping HC             | SHL                      | Spelade inte på grund av skada | Spelade inte på grund av skada | Spelade inte på grund av skada | Spelade inte på grund av skada | Spelade inte på grund av skada | Spelade inte på grund av skada | Spelade inte på grund av skada | Spelade inte på grund av skada | Spelade inte på grund av skada | Spelade inte på grund av skada | Spelade inte på grund av skada |          |
| 2020–21                  | Almtuna IS               | HA                       | 49                             | 5                              | 9                              | 14                             | 26                             | 2                              | 0                              | 1                              | 1                              | 0                              |                                |          |
| 2021–22                  | Almtuna IS               | HA                       | 48                             | 0                              | 6                              | 6                              | 22                             | —                              | —                              | —                              | —                              | —                              |                                |          |
| 2022–23                  | HC Vita Hästen           | HA                       | 52                             | 2                              | 9                              | 11                             | 20                             | 2                              | 0                              | 0                              | 0                              | 0                              |                                |          |
| 2023–24                  | Västerviks IK            | HA                       | 51                             | 1                              | 1                              | 2                              | 16                             | 6                              | 0                              | 1                              | 1                              | 2                              |                                |          |
| 2024–25                  | Frisk Asker              | EHL                      | 36                             | 2                              | 8                              | 10                             | 12                             | 8                              | 0                              | 3                              | 3                              | 2                              |                                |          |
| Hockeyallsvenskan totalt | Hockeyallsvenskan totalt | Hockeyallsvenskan totalt | 233                            | 8                              | 29                             | 37                             | 92                             | 22                             | 0                              | 4                              | 4                              | 8                              |                                |          |
| SHL totalt               | SHL totalt               | SHL totalt               | 41                             | 0                              | 2                              | 2                              | 2                              | 1                              | 0                              | 0                              | 0                              | 0                              |                                |          |